# بيتر غودفري
بيتر غودفري (بالإنجليزية: Peter Godfrey)‏ (22 أكتوبر 1957 في المملكة المتحدة - ) هو لاعب كرة قدم بريطاني في مركز قلب الدفاع. لعب مع نادي سانت ميرين ونادي فالكيرك ونادي ستنهاوسموير ونادي اربوراث ونادي ليفينغستون لكرة القدم.

## وصلات خارجية
- بيتر غودفري على موقع قاعدة بيانات كرة القدم.إي يو (الإنجليزية)